# 布拉斯韋爾 (喬治亞州)
布拉斯韋爾（英語：Braswell）是一個位於美國喬治亞州保爾丁縣和波爾克縣的城市。

## 地理
布拉斯韋爾的座標為33°59′02″N 83°57′34″W / 33.98389°N 83.95944°W，而該地的平均海拔高度為354米（即1161英尺）。

## 人口
根據2010年美國人口普查的數據，布拉斯韋爾的面積為4.40平方千米，當中陸地面積為4.40平方千米，而水域面積為0.00平方千米。當地共有人口379人，而人口密度為每平方千米86.14人。